# Quá điện áp phục hồi

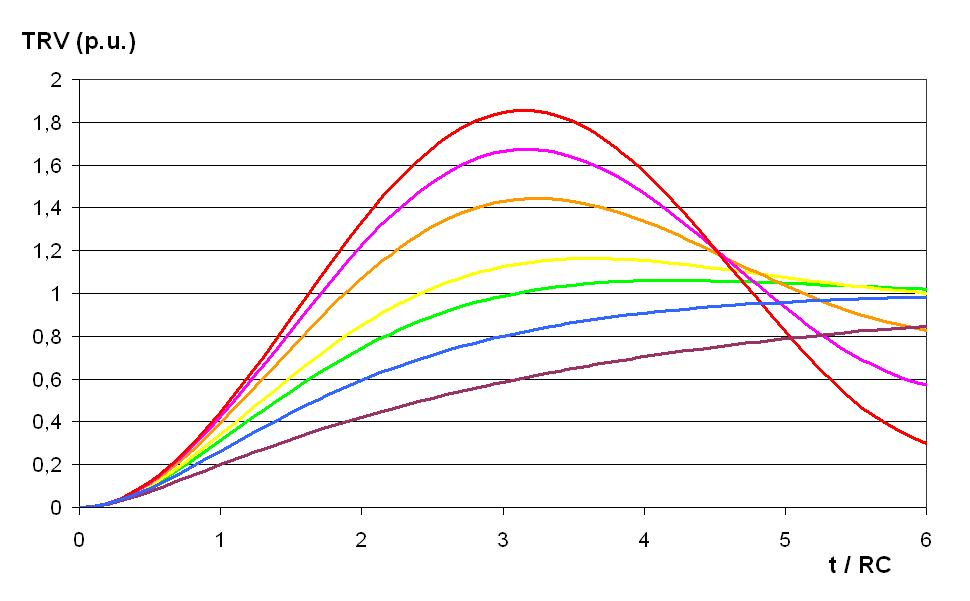
Hình dạng sóng của TRV

Quá điện áp phục hồi (Transient recovery voltage hoặc TRV) trong máy cắt là điện áp xuất hiện tại đầu cực máy cắt sau quá trình cắt mạch. Đây là thông số quan trọng, thể hiện đặc tính cắt của máy cắt điện áp cao. Đặc tính của TVR (độ lớn và tốc độ tăng) quyết định sự thành công của quá trình cắt mạch hoặc thất bại (phóng điện trở lại giữa hai cực máy cắt)
Quá điện áp phục hồi phụ thuộc vào thuộc tính của mạng điện hai đầu hệ thống nối với máy cắt và vào loại sự cố mà máy cắt tác động (ngắn mạch, chạm đất một pha hoặc nhiều pha).
Thuộc tính của hệ thống bao gồm:
- Loại nối đất (nối đất hiệu quả, không nối đất hoặc không nối đất trực tiếp)
- Loại phụ tải (dung kháng, cảm kháng hoặc thuần trở)
- Loại dây dẫn (dây cáp hoặc dây trên không)

Hầu như ảnh hưởng của TRV tác động lên cực đầu tiên của máy cắt, khi nó ngắt dòng. Thông số của TVR được định nghĩa theo tiêu chuẩn quốc tế như IEC hay IEEE (hoặc ANSI).

## Tải có tính dung

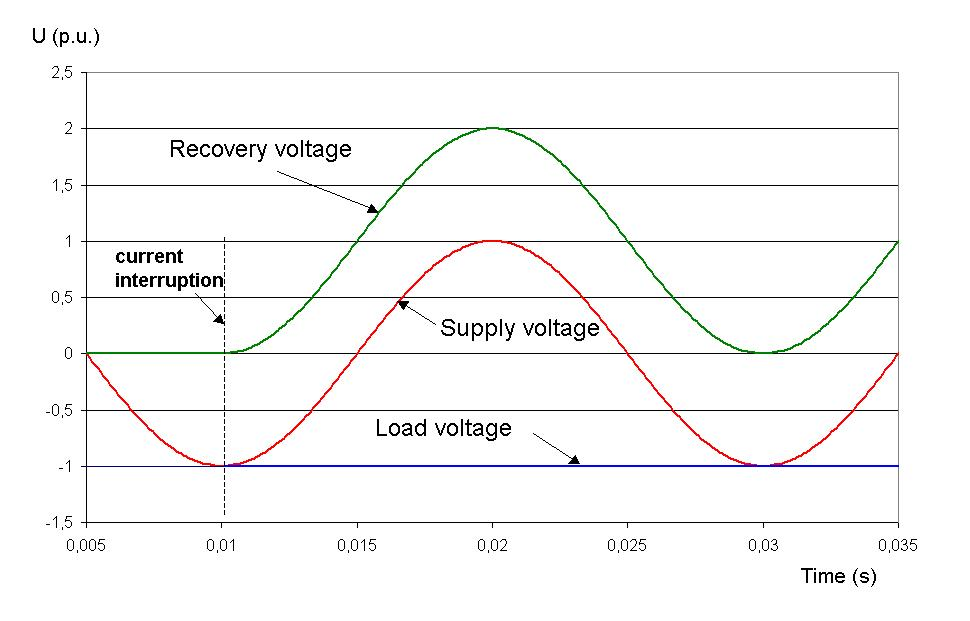
Quá điện áp phục hồi trong trường hợp tải dung kháng

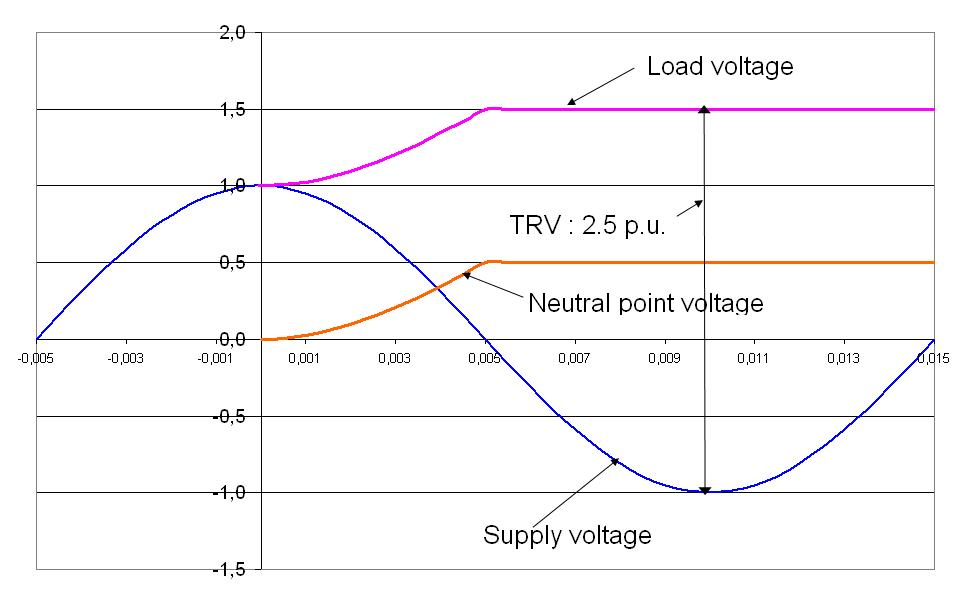
Điện áp trên cực đầu tiên ngắt dòng trong trường hợp hệ thống có trung tính cách điện

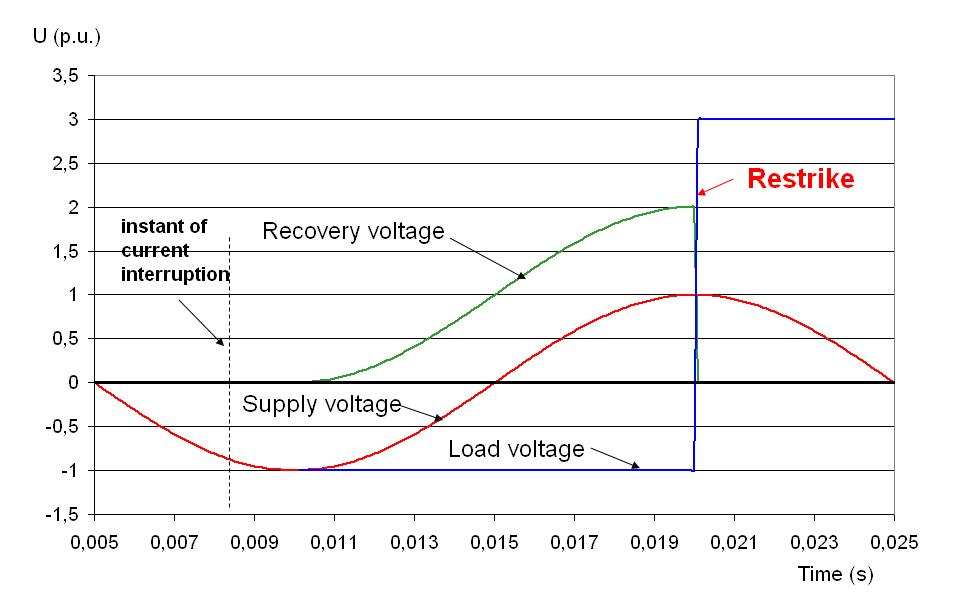
Sự phát triển của điện áp khi phóng điện trở lại xảy ra trong nửa chu kỳ đầu sau khi cắt dòng điện, trong trường hợp cắt dòng ở một pha

## Tải có tính cảm kháng

### Trong trường hợp ngắn mạch

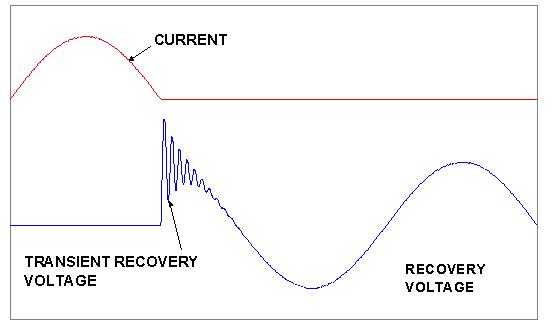
TRV trong mạch có tính cảm

Máy cắt ngắt ngắn mạch ở thời điểm dòng qua 0. Tại thời điểm này, điện áp nguồn đạt giá trị lớn nhất và điện áp phục hồi có xu hướng bằng điện áp nguồn với tần số dao động quá độ cao. Giá trị trung bình của điện áp quá độ bằng 1,4 lần điện áp định mức.

### Trường hợp mất pha

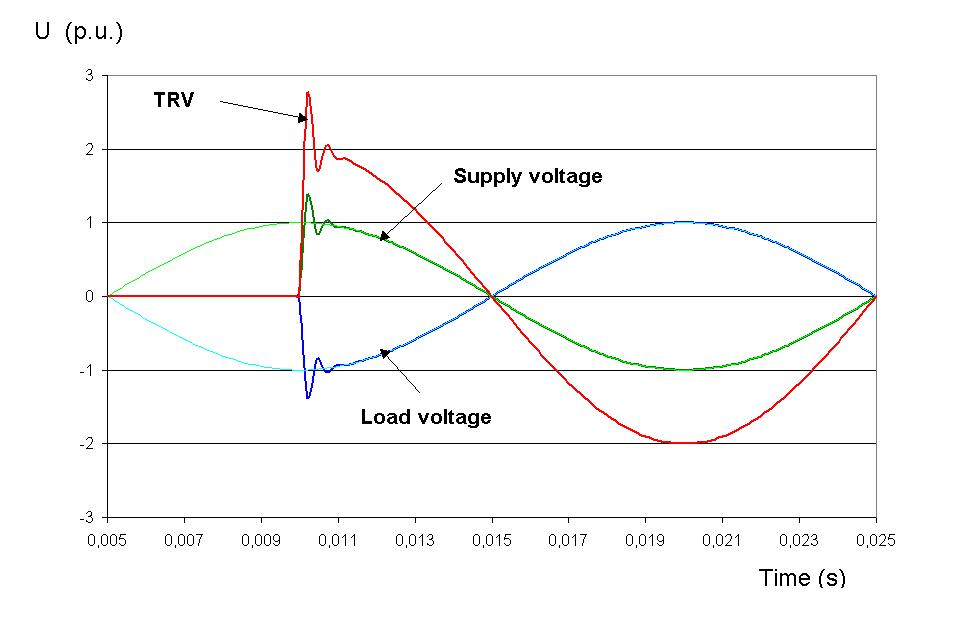
TRV trong trường hợp mất pha

## Biện pháp làm giảm TRV
Một số phương pháp ứng dụng nhằm giảm TRV như: đấu nối từng pha máy cắt xuống đất thông qua MOV, sử dụng MOV đấu song song với tiếp điểm chính máy cắt, thực hiện nối tắt nhanh tụ bù dọc khi sự cố trên đường dây. Chẳng hạn, chống sét van pha đất thường dùng để giảm thành phần quá điện áp.